# Cassidy Glacier
Cassidy Glacier är en glaciär i Antarktis. Den ligger i Östantarktis. Nya Zeeland gör anspråk på området. Cassidy Glacier ligger 1 785 meter över havet.
Terrängen runt Cassidy Glacier är kuperad åt sydost, men åt nordväst är den platt. Trakten är obefolkad. Det finns inga samhällen i närheten. 